# 开福寺 (长沙)

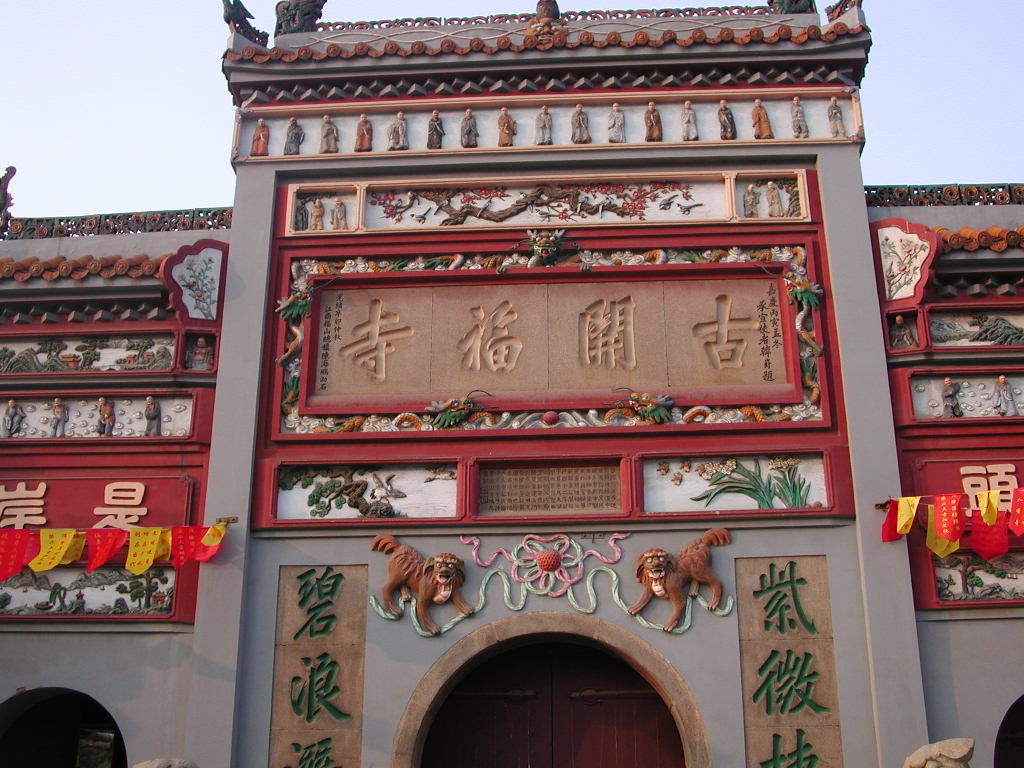
开福寺山门

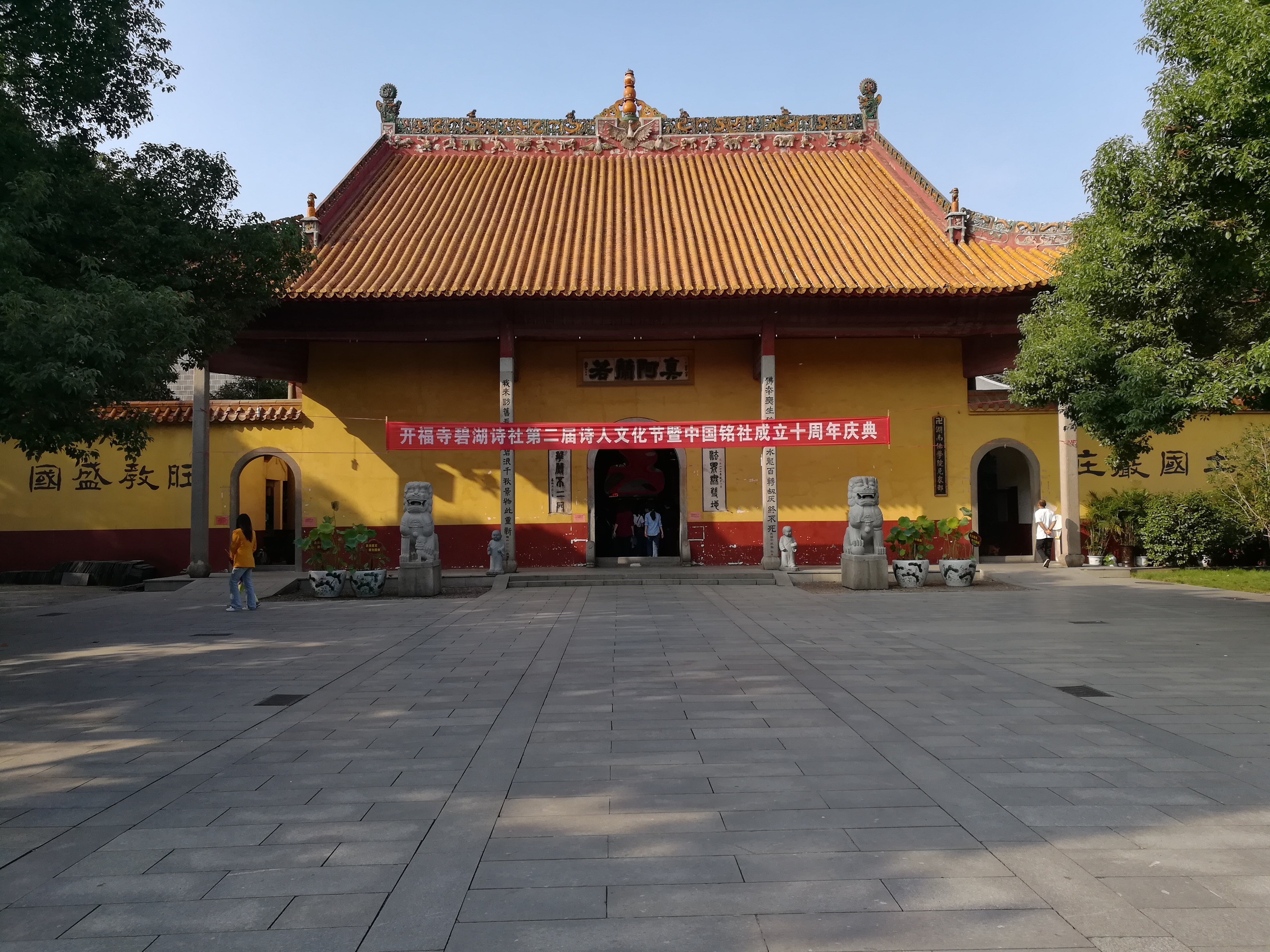
弥勒殿

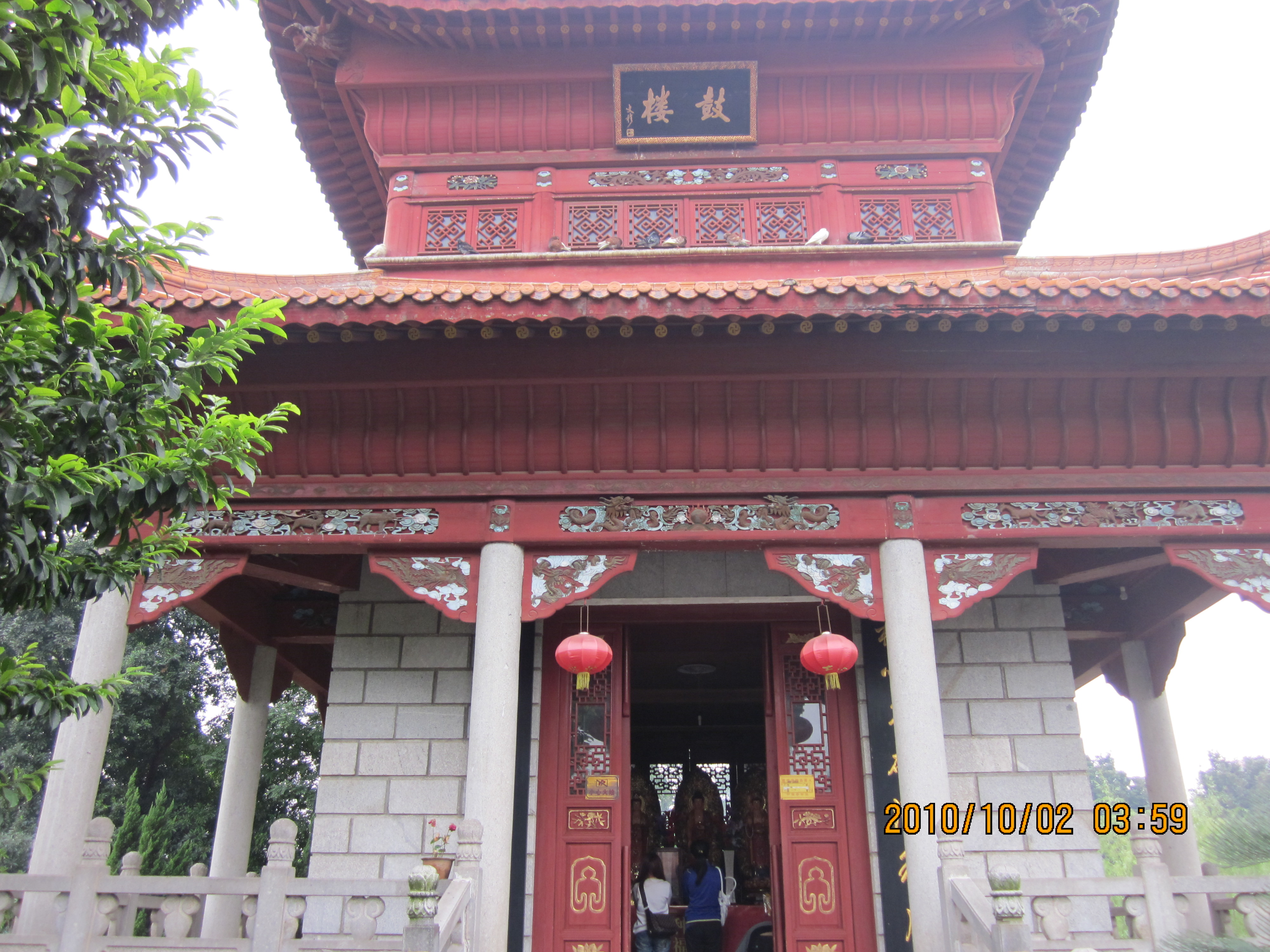
鼓楼

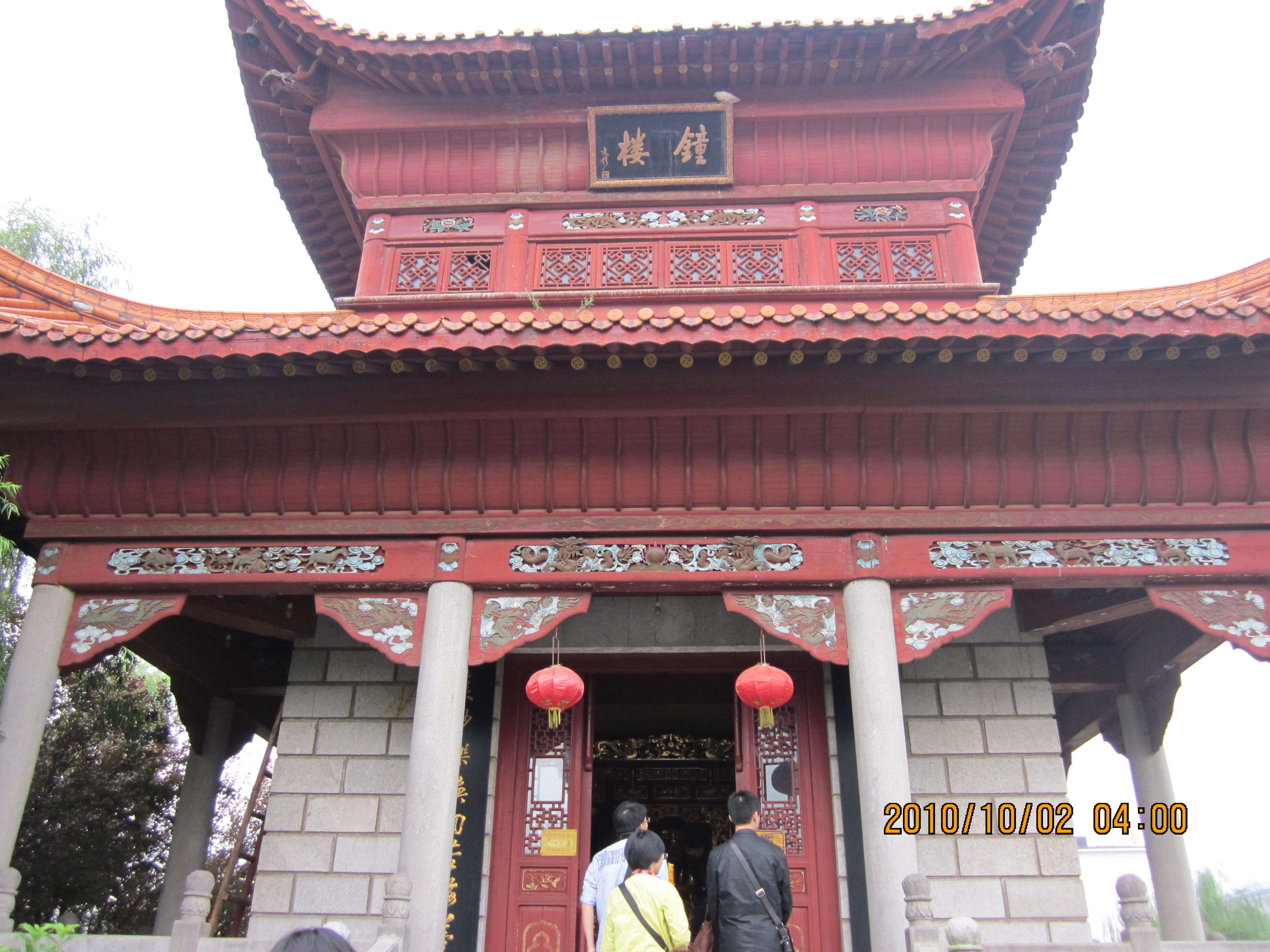
钟楼

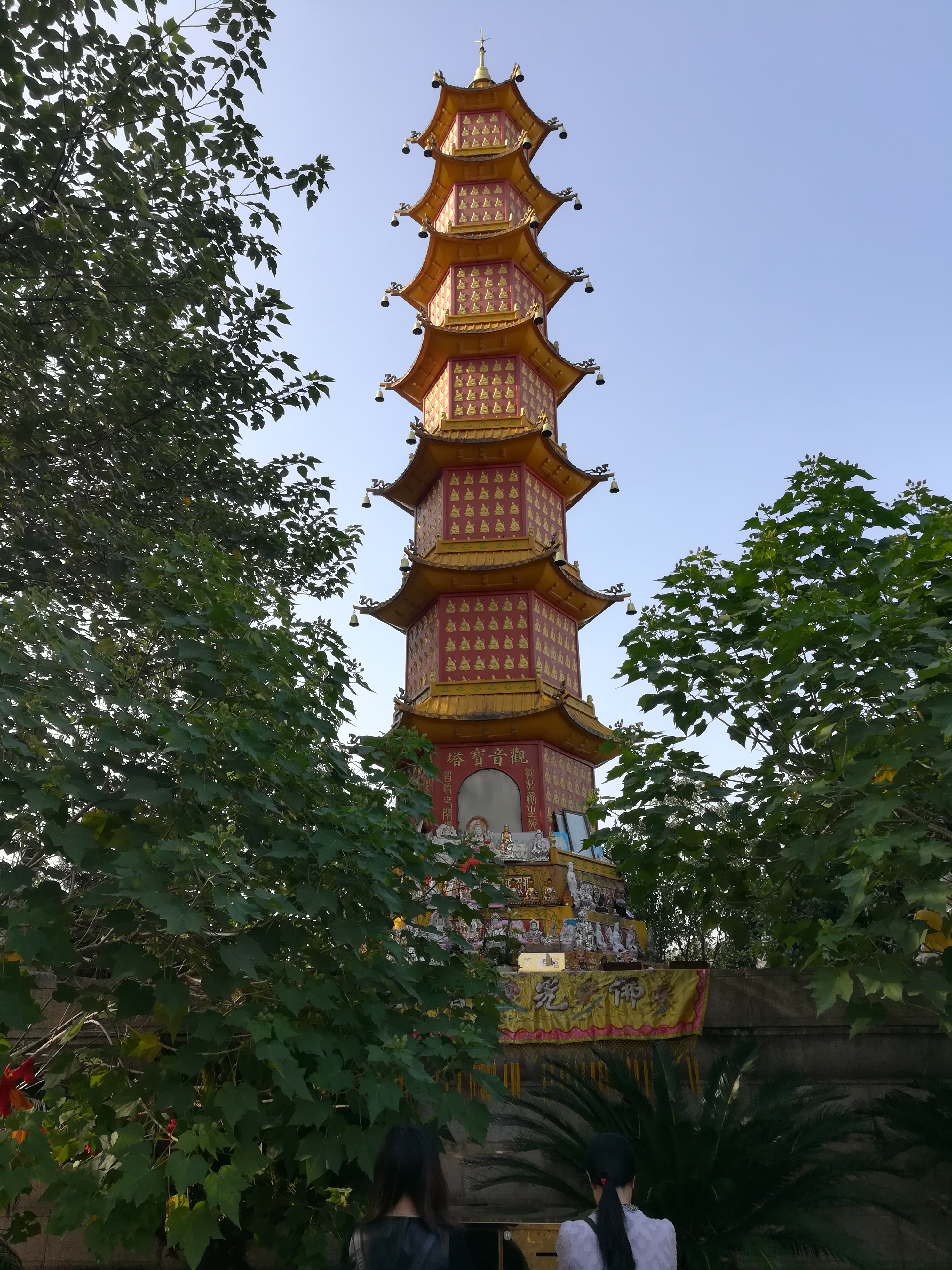
舍利塔

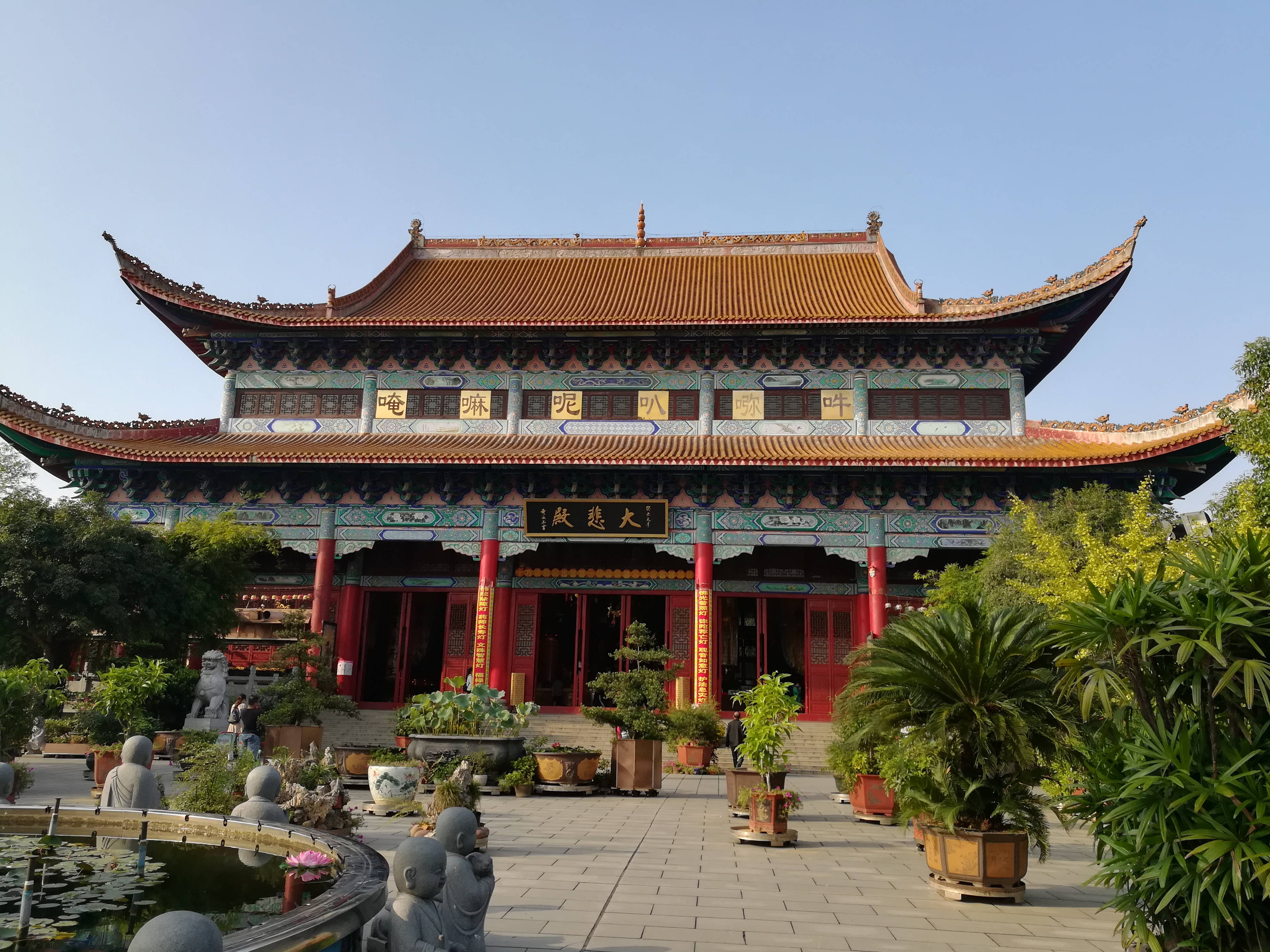
大悲殿

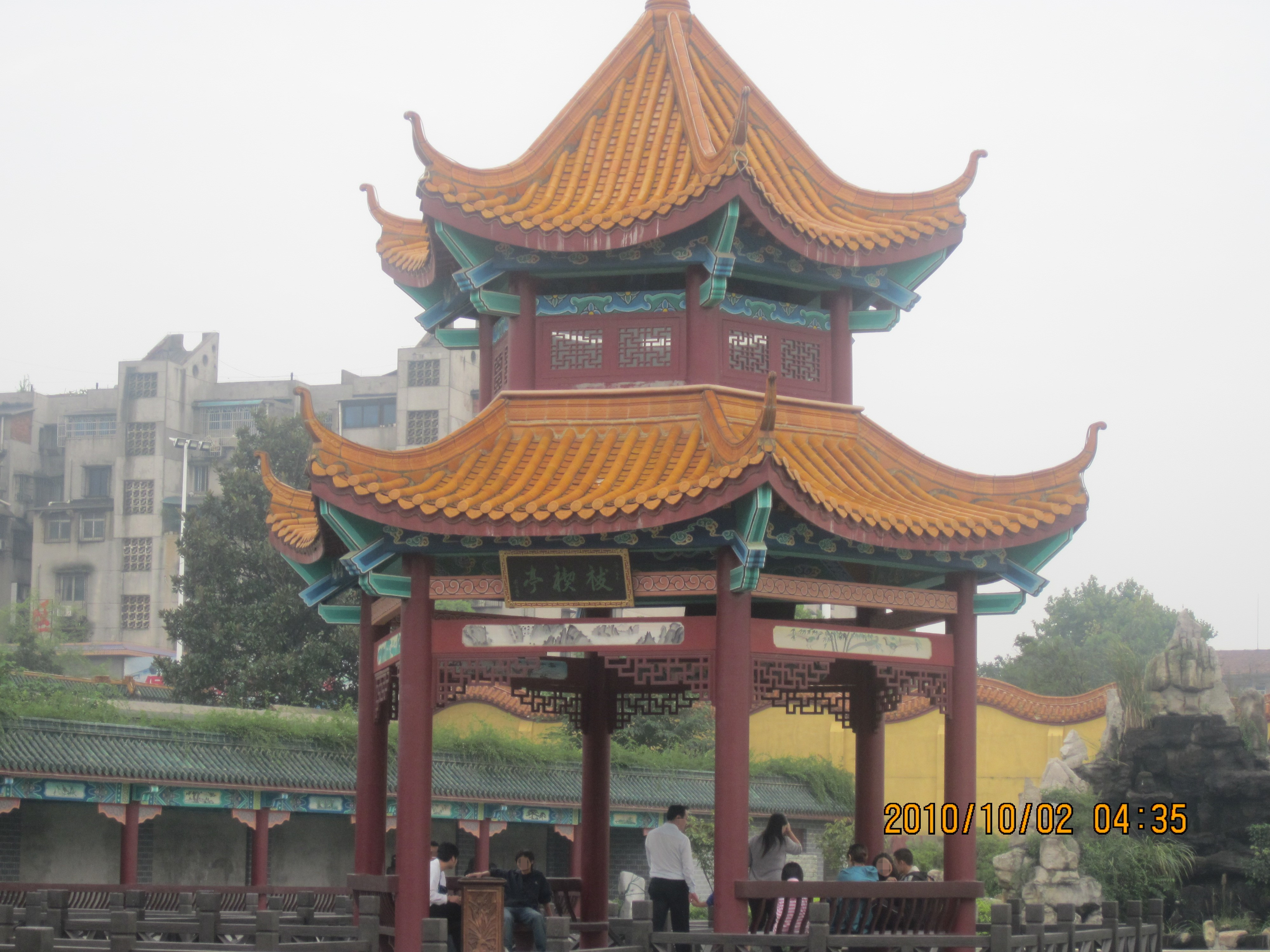
祓禊亭

开福寺坐落在湖南省长沙市开福区之城北新河，临湘江，主体建筑南北朝向，是佛教禅宗临济宗杨岐派的著名寺院。

## 沿革

### 五代
开福寺始建于五代时期，距今已有1000多年历史。当时马殷割据湖南，建立楚国，史称“马楚”。马氏以长沙为都城，在城北营建行宫，建有会春园，作为避暑之地。后唐天成二年（公元927年）马殷之子馬希範将会春园的一部分施舍给僧人保宁，创建了开福寺。

### 北宋
北宋初，开福寺出了一位擅长医术的高僧洪蕴和尚。宋太祖赵匡胤曾赐予他紫方袍，誉称“广利大师”。宋太宗曾请求他献医方。宋真宗授职于他。
宋仁宗嘉佑年间，紫珂和尚对开福寺全部寺庙进行了翻修。
宋徽宗时，进英禅师主持之后传给道宁禅师住持，道宁禅师将临济宗杨岐派禅法，他是开福寺的中兴祖师，依次传承：守智禅师、月庵善果、老衲祖证、月林师观、无门慧开、心地觉心（又称“法灯觉心”，來自日本）。觉心回国后，创法灯派，驻锡于日本纪州兴国寺，被赐以“法灯圆明国师”谥号，僧徒众多，日本佛教临济宗法灯派因而视开福寺为“祖庭”圣地之一。
北宋末年，开福寺已经具有相当规模，是开福寺历史上最鼎盛的事情。形成了紫微山、碧浪湖、白莲池、龙泉井、放生池、鸳鸯井、凤嘴洲、木鱼岭、祓禊亭、嘉宴堂、会春园、回步桥、舍茶亭、清泰桥、舍利塔、千僧锅一共16景点。

### 南宋
南宋著名理学家张栻曾在开福寺写过《题开福寺》的散文。

### 元朝
元朝蒙古军队踏平了开福寺，寺庙基本被毁坏。

### 明朝
明朝朱元璋立国之后，彻堂和尚重新开福寺。嘉靖帝时期，再次重修。明朝末年毁于战火。

### 清朝
清朝顺治帝时期，佛国和尚重新开福寺。康熙帝时期，卜世龙、周召南、郎永青、李荣宗等人重新开福寺。乾隆帝时期，梁国治带领僧众重修。
咸丰年间，太平军进犯长沙，由于其信奉拜上帝教，排斥所有其它宗教，故其势力所及之地的佛教皆遭到了沉重打击。徐树钧撰《长沙开福寺碑》载：“咸丰初，粤寇犯长沙，复毁于贼”，后于同治、光绪年间逐步复建。
1886年（光绪12年），寄禅和尚、笠云和尚与著名诗人王闿运等僧俗19人在开福寺组织碧湖诗社，赋诗谈禅，传为美谈。光绪末年，笠云和尚在开福寺创办湖南僧立师范学堂。次年，寺院对伽蓝进行大修。

### 中华民国
民国初年，海印和尚在开福寺建立了中华佛教总会湖南支部。国共内战时期，寺庙多数被毁坏。

### 中华人民共和国
新中国建立初年，明真法师重新修复开福寺，恢复了寺院内的大量文物，但是文化大革命十年，所有文物荡然无存。
1965年，开福寺被公布为省级重点文物保护单位。
改革开放之后，开福寺重新收录文物，修复庙宇。
1983年初，开福寺被国务院确定为首批全国汉传佛教重点对外开放寺院。1983年10月10日，湖南省人民政府公布：开福寺为湖南省省级重点文物保护单位。
1994年，能净法师主持开福寺，新修了僧堂、放生池、清泰桥、钟楼、鼓楼等；维修了大雄宝殿、法堂、禅堂、念佛堂、摩尼所、斋堂、客堂、藏经楼。1997年，开福寺从缅甸请回佛祖释迦牟尼玉像和阿难迦叶二弟子玉像，随后又从台湾等地迎请了5部大藏经供奉。
2004年11月，开福寺开始进行大规模扩建，占地面积由原80亩增至175亩（合116700平方米）。现存建筑主要为清朝光绪年间重建，整个寺院以明、清宫殿式建筑风格为主体。湖南省佛教协会和长沙市佛教协会设于此。
2011年，长沙市开福区政府扩建开福寺，将恢复北宋末年鼎盛时期的十六景点：紫微山、碧浪湖、白莲池、龙泉井、放生池、鸳鸯井、凤嘴洲、木鱼岭、祓禊亭、嘉宴堂、会春园、回步桥、舍茶亭、清泰桥、舍利塔、千僧锅。

## 建筑
现存开福寺占地面积4.8万平方米，建筑面积1.6万平方米。中轴线分布是三圣殿、大雄宝殿、毗卢殿、莲池海会殿、碧湖诗社；东厢房是客堂、五观堂、摩尼所；西厢房是念佛堂、禅堂、讲堂。近年来新建了财神殿、菩提阁、大悲殿，並恢复了曾经存在的碧浪湖、回步桥、舍茶亭、清泰桥、白莲池、放生池。

### 山门
山门使用墙门式样，就是一道墙，进入之后就是前廊，门楣高起，横匾是“古开福寺”四个字，门前有石狮子、石象各一对。

### 弥勒殿
弥勒殿。供奉弥勒佛、韦驮菩萨、四大天王。

### 大雄宝殿
大雄宝殿是正殿，高20米，重檐歇山顶，上下都是单檐，廊柱是圆形石柱，柱头上是额枋、平板枋，内外不用斗棋，斗棋部位是蛇蝎椽子，构成重层廊柱，是南方木构前廊的一种常见做法。大雄宝殿中间供奉释迦摩尼汉白玉像，庄严肃穆。两旁是阿难尊者和迦叶尊者。释迦摩尼背面是千手千眼观世音菩萨。大雄宝殿左右角是文殊菩萨和普贤菩萨，两旁是十八罗汉。

### 毗卢殿
毗卢殿供奉毗卢遮那佛，是释迦摩尼的法身，周围是五百罗汉像，高约0.4米，形态各异，栩栩如生。民间流传以任何一个罗汉作为起点，按自己的年龄数到最后一个罗汉，再按照罗汉的编号抽签一张，测吉凶。

## 史上名僧
- 保宁和尚（五代时期，开福寺开山祖师）
- 洪蕴和尚（北宋初年）
- 紫珂和尚（宋仁宗时期）
- 进英禅师（宋徽宗）
- 道宁禅师（宋徽宗，开福寺中兴祖师）
- 守智禅师（宋朝）
- 月庵善果（宋朝）
- 老衲祖证（宋朝）
- 月林师观（宋朝）
- 无门慧开（宋朝）
- 心地觉心（宋朝）
- 彻堂和尚（明朝朱元璋时期）
- 佛国和尚（清朝顺治帝时期）
- 寄禅和尚（清朝光绪帝时期）
- 笠云和尚（清朝光绪帝时期）
- 海印和尚（民国初年）
- 明真法师（新中国初年）
- 能净法师（今）

## 当今情况

### 主持
能静法师

### 僧
现在开福寺有尼僧80人，尼众佛学院学僧40人，在寺居士30人，其中执事10人，法师5人。